# Eupoecilopoda liaoningensis
Eupoecilopoda liaoningensis is een vliesvleugelig insect uit de familie Encyrtidae. De wetenschappelijke naam is voor het eerst geldig gepubliceerd in 1987 door Liao.